# Sassello
Sassello é uma comuna italiana da região da Ligúria, província de Savona, com cerca de 1.765 habitantes. Estende-se por uma área de 100 km², tendo uma densidade populacional de 18 hab/km². Faz fronteira com Arenzano (GE), Cogoleto (GE), Genova (GE), Mioglia, Pareto (AL), Pontinvrea, Ponzone (AL), Stella, Tiglieto (GE), Urbe, Varazze.

## Demografia
| Variação demográfica do município entre 1861 e 2011                               |
|                                                                                   |
| Fonte: Istituto Nazionale di Statistica (ISTAT) - Elaboração gráfica da Wikipedia |